# 大阪ガス御堂筋東ビル
大阪ガス御堂筋東ビル（おおさかガスみどうすじひがしビル）は、大阪市中央区道修町（御堂筋沿い）にあるオフィスビルである。通称はOMEビル。

## 概要
この場所には、かつて日本板硝子本社ビル（1961年竣工）があったが、日本板硝子は2000年（平成12年）に本社を北浜の住友ビルディングに移転するとともに、住友信託銀行（特定不動産運用信託受託者）に土地建物を70億円で譲渡した。
アクセス（現在のNCS&A）の本社ビルとして建設され、2003年（平成15年）に竣工した。
地域振興に貢献するコミュニティー施設として、アクセスホールが設置。3階にシアター形式で320人収容のホール、2階にはホワイエ（劇場など付帯する多目的スペース）が設けられていた。大阪市による御堂筋沿いの建築物に対する行政指導に従い、軒高50m、最高高さ60mとなっている。
アクセスの経営不振に伴い、隣接する「道修町ビル」とともに、2006年（平成18年）8月に売却の方針が発表され、2007年（平成19年）3月にリサ・パートナーズが管理する「室町特定目的会社」が231億円で取得した。
2010年（平成22年）1月に大阪ガスによって、約70億円で取得された。その後は、大阪ガスグループなどが入居している。

## 入居者
- Daigasガスアンドパワーソリューション株式会社 本社[15]
  - 中山共同発電株式会社[16]
  - 中山名古屋共同発電株式会社[17]
- 株式会社グリーンパワーフュエル[18]
- 尻別風力開発株式会社[19]
- 泉北天然ガス発電株式会社[20]
- 千里蓄電所株式会社[21]
- 袖ケ浦バイオマス発電株式会社[22]
- Daigas大分みらいソーラー株式会社[23]
- 姫路天然ガス発電株式会社[24]
- 広畑バイオマス発電株式会社[25]

過去
- 株式会社OGCTS[26]
- 大阪ガスエンジニアリング株式会社[27]
- 株式会社ガスアンドパワー[28]
- 呼吸器・アレルギーセンターESCO株式会社[29]
- ジー・アンド・エムエネルギーサービス株式会社[30]

## 交通
- Osaka Metro御堂筋線 淀屋橋駅
- 同 本町駅